# Ho sap el ministre?
 Ho sap el ministre? és una pel·lícula catalana de 1991 dirigida per Josep Maria Forn.

## Argument
El Ministeri de Defensa decideix canviar el disseny dels uniformes militars. Aquest és el punt de partida d'una història de corrupteles i amiguisme que s'ambienta en un cortijo andalús.

## Repartiment
- Rosa Maria Sardà: 	Montserrat Fill
- Juanjo Puigcorbé: 	Jordi López
- Ana Obregón: 	Marta Figueras
- Muntsa Alcañiz: 	Rosa Fill
- Juan Luis Galiardo: 	Francisco Carmona
- Josep Maria Caffarel: 	Josep Fill
- Alfred Lucchetti: 	Martí
- Julieta Serrano: 	Carmen
- José María Cañete: 	Secretari de Llúria
- Pep Ferrer: 	Comisari
- Pep Guinyol: 	Bisbe
- Josep Minguell: 	Ministre
- Imma Colomer: 	Doctora
- Anna Castells: 	Periodista